# Ceroma johnstonii
Ceroma johnstonii är en spindeldjursart som beskrevs av Pocock 1897. Ceroma johnstonii ingår i släktet Ceroma och familjen Ceromidae. Inga underarter finns listade i Catalogue of Life.